# Herman Jacob van der Voort in de Betouw
Herman Jacob van der Voort in de Betouw (* 3. Dezember 1847 in Amsterdam; † 28. Juli 1902 in Muralto, Schweiz) war ein niederländischer Porträt- Genre- und Landschaftsmaler. Er studierte von 1868 bis 1873 an der Koninklijke Academie van Beeldende Kunsten Amsterdam (Königliche Akademie der Schönen Künste in Amsterdam). Dort nahm er in den Jahren 1868, 1875, 1877 und 1888 an Gruppenausstellungen u. a. mit Johannes Hermanus Barend Koekkoek, Hendrik Willem Mesdag und Johan Hendrik Weissenbruch teil.

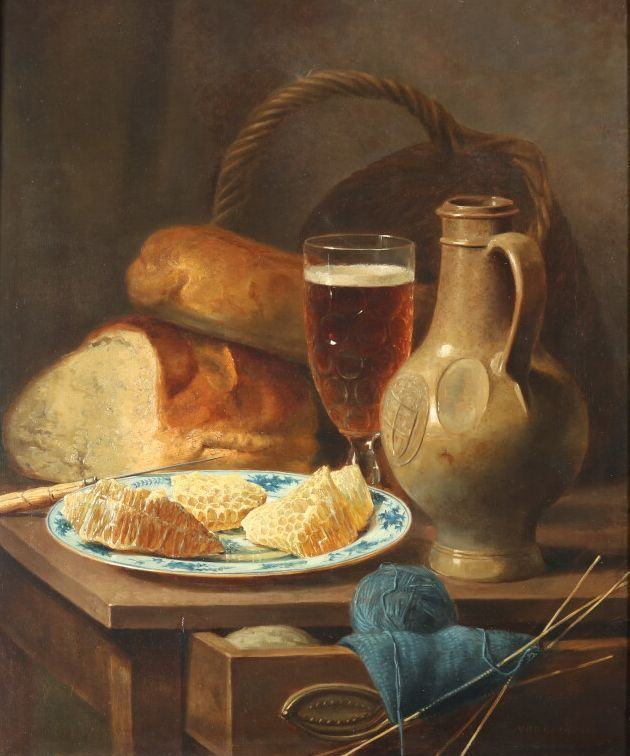
Herman Jacob van der Voort in de Betouw: Stillleben (1874)

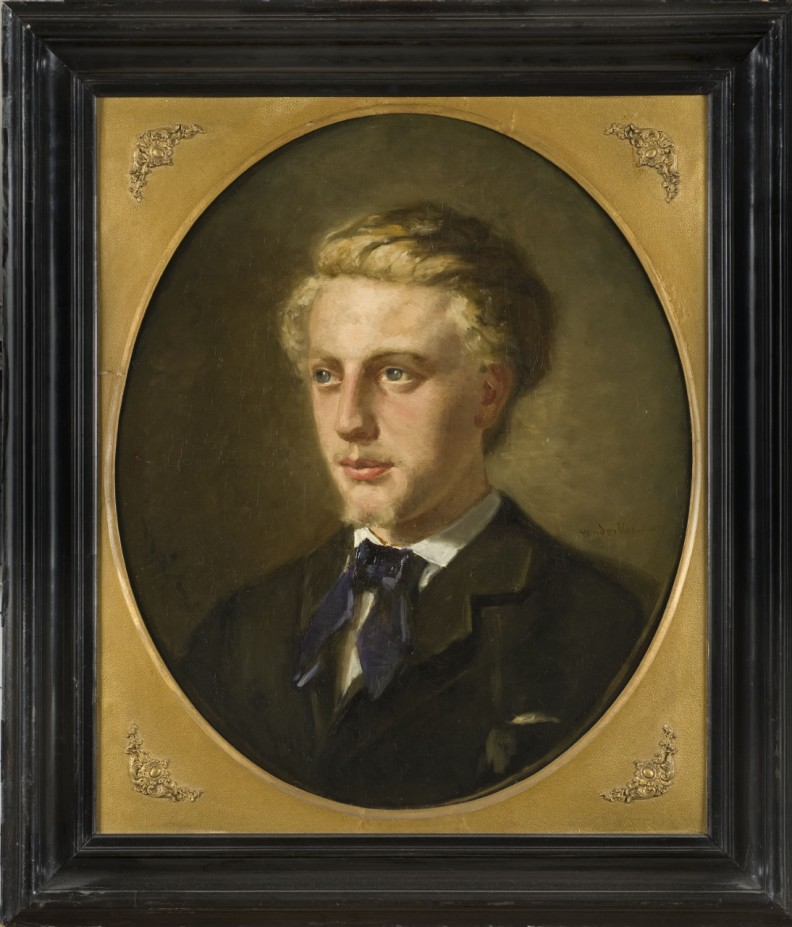
Herman Jacob van der Voort in de Betouw: Porträt Jacques Perk (1879)

Herman Jacob van der Voort in de Betouw widmete sich zunächst klassischen Genre-Motiven, Porträts und Stadtansichten im klassischen Stil der Amsterdamer Akademie. 1874 bis 1881 unterhielt er in Arnheim ein gemeinsames Atelier mit seiner Ehefrau Maria von der Voort in de Betouw - Nourney (1856–1923), die als Malerin von Stillleben über die Niederlande hinaus Beachtung fand. Nach dem Umzug des Künstlerpaares nach Muralto (Schweiz) wandte sich van der Voort in de Betouw der Landschaftsmalerei zu und setzte dabei Einflüsse des Realismus der Haager Schule und des Impressionismus in seiner Malerei um.

## Leben und Wirken

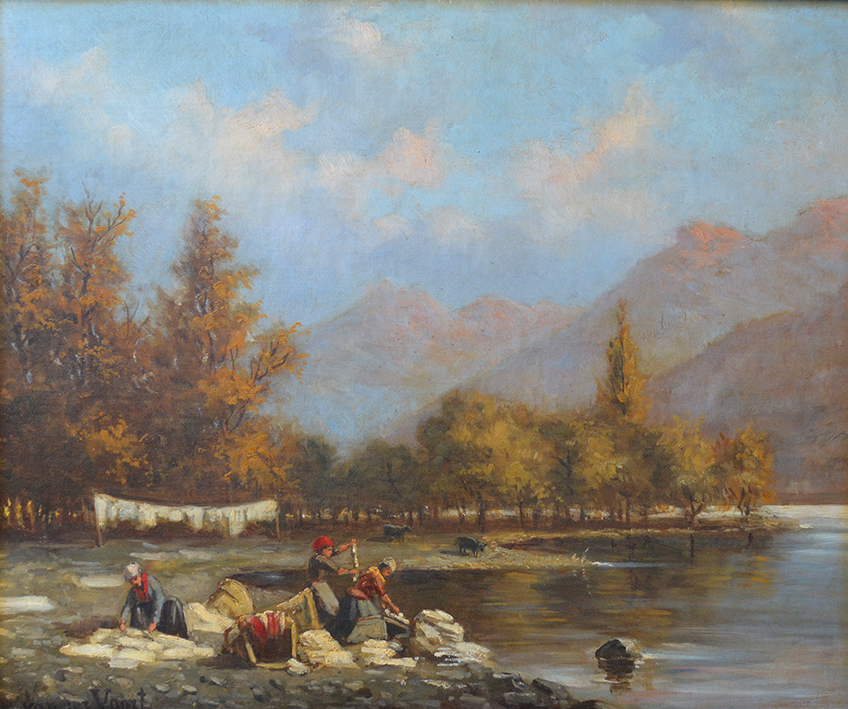
Herman Jacob van der Voort in de Betouw: Wäscherinnen am Gardasee (um 1890)

Herman Jacob van der Voort in de Betouw entstammte einer flämischen Adelsfamilie. Sein Vater Herman Jacobus van der Voort in de Betouw war ein erfolgreicher Geschäftsmann in Amsterdam, die Familie seiner Mutter, Jeanne Marie Louise Hugues, stammte aus Frankreich. Als Mitglied der einflussreichen Societät Arti et Amicitiae war Herman Jacob van der Voort in de Betouw noch am Ende des 19. Jahrhunderts ein anerkannter Künstler in Amsterdam. Porträts, Genreszenen und allegorische Stillleben gehören zur ersten Schaffensperiode. Van der Voort in de Betouw schuf das einzige Porträt-Bildnis des niederländischen Lyrikers Jaques Perk. Nach seinem Wechsel nach Arnheim heiratete er die aus Köln stammende Malerin Maria Nourney (1856–1923). Mit dem Umzug nach Muralto, einem Treffpunkt europäischer Künstler und Intellektueller zu Ende des 19. Jahrhunderts, widmete sich van der Voort fast nur noch der Landschaftsmalerei und nahm impressionistische Verfahren in seiner Malweise auf.